# いすゞ・スーパーメディック
スーパーメディック (SUPERMEDIC) は、いすゞ自動車がかつて製造・販売していた高規格救急自動車である。架装は新星工業株式会社が担当した。

## 概要
日本の自動車メーカーとしては3番目となる高規格救急自動車として登場。救急車としては初となるエアサスペンションの設定などを特徴とする。車体にはベース車の「ELF」（いすゞ・エルフ）のステッカーが貼られているが、車名としては「エルフ」を冠さないスーパーメディックが正しい。
初代日産・パラメディック同様、トラックベースだったこともあり狭隘路への進入が困難だったとされるが、後にファーゴベースのスーパーメディックIIを導入することで解決した。

## 歴史
- 1994年 - 発売。
- 1996年 - トラックベースのスーパーメディックよりも一回り小さいスーパーメディックIIを発売。
- 1998年 - 生産終了。

## ギャラリー

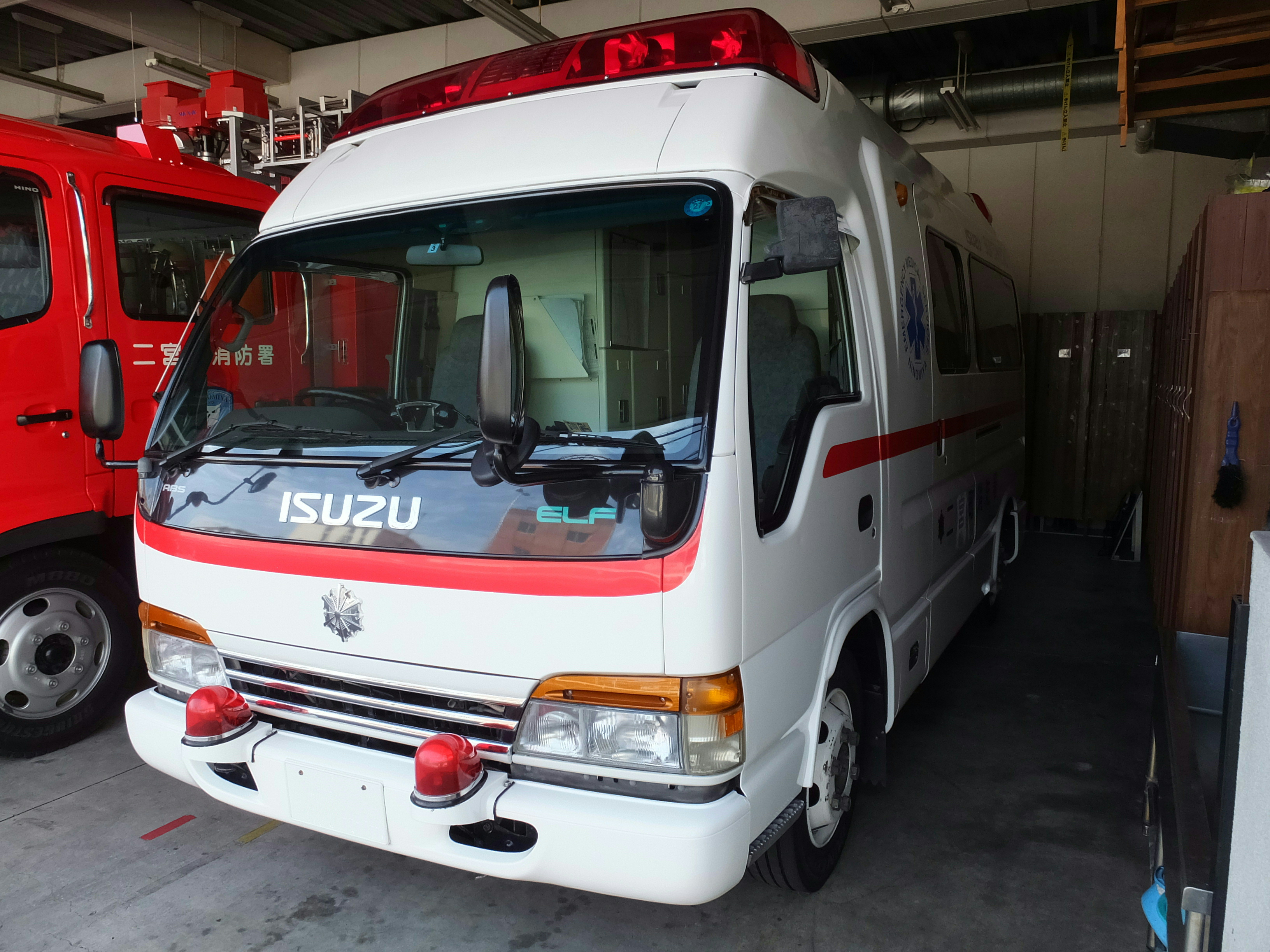
2WD仕様
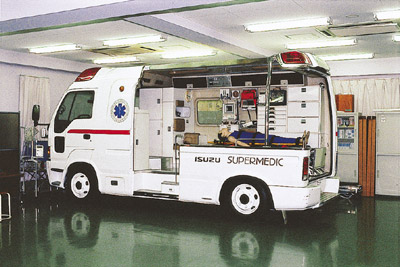
4WD仕様のカットモデル